# Lachnospira
Lachnospira è un genere di batterio appartenente alla famiglia delle Lachnospiraceae.